# Єгорова Тамара Петрівна
 Тамара Петрівна Єгорова (28. 02. 1954, м. Вітебськ, Білорусь) — геофізик, доктор геологічних наук, лауреатка Державної премії України в галузі науки і техніки (2015).

## Життєпис
Тамара Петрівна Єгорова народилась 28 лютого 1954 року в білоруському місті Вітебськ.В 1981 році закінчила Київський університет імені Тараса Шевченка за спеціальністю «геофізика».

## Трудова діяльність
З 1974 по 1975 рр. працювала в інституті «Укрпівдендіпрокомунбуд» (Одеса).
1976—1979 рр. — Інститут геохімії, мінералогії та рудоутворення імені М. П. Семененка НАН України (Київ).
З 1979 по 1985 рр. — у Волинській партії комплексної геофізичної експедиції об'єднання «Північукргеологія». Від 1986 — в Інституті геофізики НАН України (Київ): від 2007 — провідна наукова співробітниця.

## Науковий доробок
2006 р. — доктор геологічних наук.
Основні напрями наукових досліджень:
- гравітаційне моделювання;
- методика та побудова регіональних тривимірних моделей кори та верхньої мантії;
- вивчення будови літосфери;
- комплексна інтерпретація геофізичних даних.

## Наукові праці
1. Трехмерное гравитационное моделирование строения земной коры Днепровско-Донецкой впадины и Донбасса. І. Осадочная толща // ГФЖ. 2000. Т. 22, № 5.
2. Характеристика литосферы осадочных бассейнов Европы по данным регионального гравитационного моделирования // Там само. 2001. Т. 23, № 3
3. А 3-D density-velocity model between the Cretan Sea and Libya // Tectonophysics. 2006. № 417 (співавторство)
4. The Glueckstadt Graden of the North-German Basin: new insights into the structure from 3D and gravity analysis // International J. Earth Sciences (Geol. Rundsch). 2008. № 97 (співавторство).